# Danh sách đĩa đơn quán quân Hot 100 năm 1959 (Mỹ)
| Đĩa đơn | Album |
| --- | --- |
| - David Seville & The Chipmunks: The Chipmunk Song (Christmas Don't Be Late) - 4 Tuần (22.12.1958 - 12.1.1959) - The Platters: Smoke Gets In Your Eyes - 3 Tuần (19.1 - 2.2) - Lloyd Price: Stagger Lee - 4 Tuần (9.2 - 2.3) - Frankie Avalon: Venus - 5 Tuần (9.3 - 6.4) - The Fleetwoods: Come Softly To Me - 4 Tuần (13.4 - 4.5) - Dave „Baby" Cortez: The Happy Organ - 1 Tuần (11.5) - Wilbert Harrison: Kansas City - 2 Tuần (18.5 - 25.5) - Johnny Horton: The Battle Of New Orleans - 6 Tuần (1.5 - 6.7) - Paul Anka: Lonely Boy - 4 Tuần (13.7 - 3.8) - Elvis Presley: A Big Hunk O' Love - 2 Tuần (10.8 - 17.8) - The Browns: The Three Bells - 4 Tuần (24.8 - 14.9) - Santo & Johnny: Sleep Walk - 2 Tuần (21.9 - 28.9) - Bobby Darin: Mack the Knife - 9 Tuần (5.10 - 9.11 và 23.11 - 7.12) - The Fleetwoods: Mr. Blue - 1 Tuần (16.11) - Guy Mitchell: Heartaches By The Number - 2 Tuần (14.12 - 21.12) - Frankie Avalon: Why - 1 Tuần (28.12) | - Mitch Miller & The Gang - Christmas - Sing Along With Mitch - 2 Tuần - Mitch Miller & The Gang - Sing Along With Mitch - 4 Tuần (tổng cộng 8 tuần) - Soundtrack - Flower Drunk Song - 3 Tuần - Henry Mancini - The Music From Peter Gunn - 10 Tuần - Soundtrack - Gigi - 7 Tuần (tổng cộng 10 tuần) - Soundtrack - South Pacific - 7 Tuần (insgesamt 31 Wochen) - Martin Denny - Exotica - 5 Tuần - Annunzio Paolo Mantovani & His Orchestra - Film Encores - 1 Tuần - Soundtrack - My Fair Lady - 3 Tuần (tổng cộng 15 tuần) - Kingston Trio - At Large - 15 Tuần - Soundtrack - South Pacific - 18 Tuần (tổng cộng 31 tuần) - Johnny Mathis - Heavenly - 5 Tuần - Kingston Trio - Here We Go Again - 8 Tuần - Soundtrack - South Pacific - 2 Tuần (tổng cộng 31 tuần) |